# Mount Crawford (Antarktika)
Mount Crawford ist ein Berg mit zwei Gipfeln mit Höhen von 2360 m und 2255 m im westantarktischen Ellsworthland. Er ragt 5,5 km nordwestlich des Mount Dawson im nördlichen Teil des Hauptkamms der Sentinel Range im Ellsworthgebirges auf.
Der US-amerikanische Polarforscher Lincoln Ellsworth entdeckte ihn bei seinem Transantarktisflug am 23. November 1935. Das Advisory Committee on Antarctic Names benannte ihn 1961 nach William B. Crawford Jr. von der Abteilung für Spezialkarten des United States Geological Survey, der die 1962 vom Survey herausgegebene Landkarte der Sentinel Range anfertigte.